# 江洪杰
江 洪杰(こう こうけつ）は、中華民国の外交官・政治家・実業家。中華民国維新政府の要人。字は子因。

## 事績
1897年（光緒23年）、山東省の法律学校で教官をつとめる。1899年、同省の県長に転じた。1907年（光緒33年）、江洪杰は副領事として横浜に赴任する。1909年（宣統元年・明治42年）、明治大学法科を卒業、法学士の称号を取得した。
1912年（民国元年）、外交総長秘書に任ぜられる。1915年（民国4年）、駐日公使館一等書記官に転じた。1930年（民国19年）4月時点で公使館参事官の地位にあったほか、1921年、1922年、1925年、1930年、1931年に、それぞれ臨時代理公使をつとめた。1931年（民国20年）、駐日公使に昇格、後に駐日代理大使にもなっている。
梁鴻志らによる華中での親日政権樹立活動に、江洪杰も参与していたと見られる。しかし1938年（民国27年）3月28日、中華民国維新政府が創設された当初には江が要職に就いたとの情報が無い。約4か月後の7月26日、梁が行政院長に正式就任し、交通部長の兼任から解除されると、江が後任の交通部長に特任された。
1940年（民国29年）3月30日、維新政府は南京国民政府（汪兆銘政権）に合流したが、江洪杰については同政権で要職に就いていないと見られる。経済界においては、日中合弁の中華輸船株式会社で社長となっていることが確認できる。
戦後、江洪杰は日本でGHQに逮捕され、中国に送還された後、再び日本に戻ったという。

## 注
1. ↑  明治大学編(1937)、卒業生年度別35頁。
2. ↑  日本外務省「一般補給留学生事務打合会」昭和5年4月。
3. ↑  『東京朝日新聞』昭和13年(1938年)7月27日。
4. ↑  維新政府創設当初の梁鴻志は、行政院長署理兼交通部長に就任していた。
5. ↑  維新政府令、民国27年7月26日（『政府公報』第16号、民国27年8月1日、2-3頁）。
6. ↑  「国策会社の再検討 (6)」『中外商業新報』1940年9月。
7. ↑  関智英「中国人対日協力者の戦後と日本 善隣友誼会設立への道」（中国 : 社会と文化 (31), 163-178 (2016) ）